# Плебания

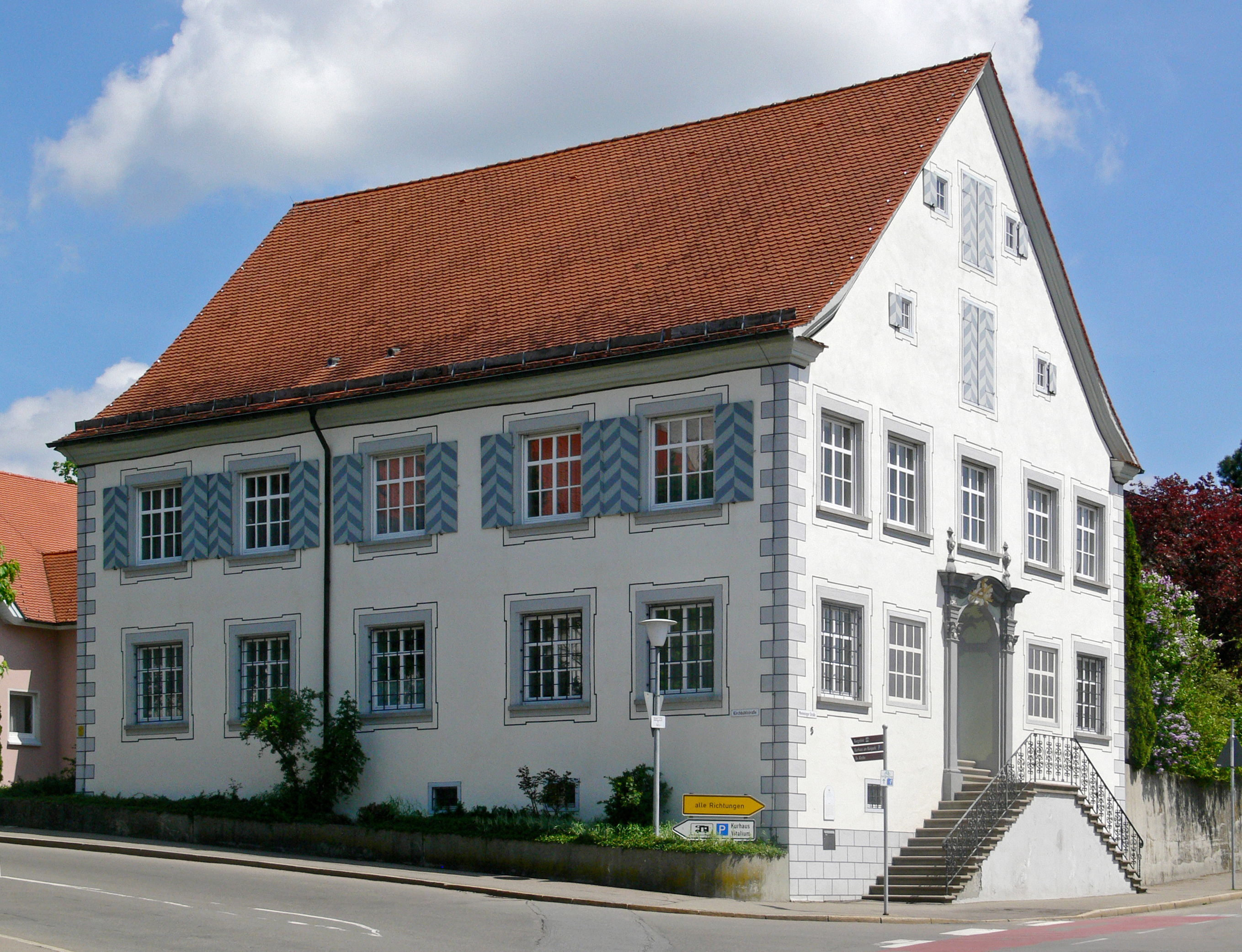
Плебания в Бад-Вурцахе

Плебания (пол. plebania, бел. плябанія) — двор священника католической, реформатской или униатской церкви в Польше и в Белоруссии в XVI—XX веках. Обычно располагался около храма, включал жилой дом и хозяйственные постройки. Использовались плебании и как своеобразные общественные центры (типография в несвижской плебании, XVIII в.). Деревянная жилая застройка выполнялась преимущественно в традициях народного зодчества. Планировка дома обычно трёхкамерная, в XIX — нач. XX века более сложной структуры.